# Kappel Herred
Kappel Herred (tysk Kappeler Harde) var et herred i det østlige Angel omkring købstaden Kappel i Hertugdømmet Slesvig (≈Sønderjylland). Herredet bestod af en række adelige godser i det østlige Angel.
Kappel Herred blev oprettet i 1853 efter nedlæggelsen af det første angelske godsdistrikt. I herredet indgik de adelige godser Brunsholm, Bukhavn, Dollerød, Dyttebøl, Gelting, Nisvraagaard, Prisholt, Runtoft, Røst, Sandbæk, Tøstrupgård, Udmark, Ø med Haslebjerg og Østergård.
Brunsholm, Nisvraagaard, Runtoft og Udmark er efter deres beliggenhed senere blevet ommeldt under Eskeris Sogn, Tøstrup under Tøstrup Sogn og Dollerød under Ravnkær Sogn. De øvrige godser kom under Gelting Sogn og Kappel Landsogn.
I herredet ligger følgende sogne eller dele af sogne:
- Gelting Sogn
- Kappel Landsogn